# Indian Removal Act

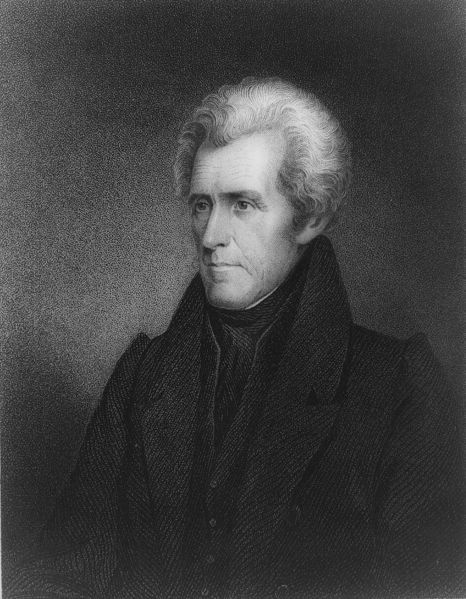
O presidente Andrew Jackson pediu uma Lei de Remoção dos índios americanos em seu primeiro discurso do Estado da União (1829).

O Indian Removal Act ("Ato de Remoção Indígena") foi uma lei federal assinada em 28 de maio de 1830 pelo presidente dos Estados Unidos, Andrew Jackson. A lei autorizou o presidente a negociar com tribos nativas americanas do sul (incluindo do meio-atlântico) para sua remoção para território federal a oeste do rio Mississippi em troca do assentamento de americanos brancos de suas terras ancestrais. A Lei foi assinada por Andrew Jackson e foi fortemente aplicada sob sua administração e a de Martin Van Buren, que se estendeu até 1841.
A lei foi fortemente apoiada pelas populações do sul e do noroeste, mas foi contestada por tribos nativas e pelo Partido Whig. Os Cherokees trabalharam juntos para impedir essa realocação, mas não tiveram sucesso; eles acabaram sendo removidos à força pelo governo dos Estados Unidos em uma marcha para o oeste que mais tarde ficou conhecida como a Trilha das Lágrimas, que foi descrita como um ato de genocídio, porque muitos morreram durante as remoções.